# Caroline Popp
Caroline Popp, geborene Caroline Clémence Boussart (* 12. Dezember 1808 in Binche; † 2. Dezember 1891 in Brügge), war eine Journalistin aus den Österreichischen Niederlanden, ab 1830 Belgien. Sie gründete 1837 mit ihrem Mann, dem Kartografen und Verleger Philipp Christian Popp, das liberale Magazin Journal de Bruges. Sie war ein halbes Jahrhundert lang die Chefredakteurin.

## Leben
Caroline Clémence Boussart war die Tochter von Oberst Ritter Félix Boussart, der nach der Kapitulation von Dresden in Tirnau gefangen genommen wurde, und 1814 im Invalidenhaus in Pest starb. Ihr Onkel, André Joseph Boussart, General des Kaiserreichs, war ebenfalls Soldat. Die Mutter stammte aus Abbeville und war mit dem Seefahrer Picot de Lapeyrouse, dem Maler François-Édouard Picot und dem Dichter Charles Hubert Millevoye verwandt.
Als Kind wurde sie zu Hause von einem Mönch unterrichtet, der nach der Auflösung der Klöster durch Charles-François Dumouriez beim Vormarsch in die Österreichischen Niederlande aus seinem Kloster vertrieben worden war. Ansonsten war sie Autodidaktin.
Sie heiratete jung Philippe Christian Popp van Schaalkwijk, der contrôleur du cadastre in Brügge wurde, wo das Ehepaar sich niederließ. Sie bekamen acht Kinder.
Popp identifizierte sich schnell mit ihrer neuen Heimatstadt und bemühte sich umtriebig, die Lage in Brügge zu verbessern, das sich in einem langen Niedergang befand. Sie setzte sich ein für Steuerreformen, die Einrichtung von Eisenbahnstrecken, die Einführung von Dampf in Fabriken, gegen das Elend in Flandern und die Todesstrafe.
Dann kam ihr der Zufall zu Hilfe und gab ihr ein Instrument in die Hand, diese Aktivitäten zu verstärken: 1837, während Wahlen anstanden, kam der Kreis, dem das Ehepaar angehörte, auf den Gedanken, eine liberale, fortschrittliche Zeitung in französischer Sprache zu machen. Verleger, Finanzierung, Druckerei und Personal wurden sehr schnell gefunden. Caroline Popp wurde die Chefredakteurin und Motor des Journal de Bruges. Auch zwei ihrer Töchter, Antoinette und Nelly Popp,  beteiligten sich an der Redaktionsarbeit. Am 4. April 1837 erschien die erste Ausgabe.
Alphonse-Nicolas Lebègue gründete 1854 in Brüssel die Gesellschaft L'Office de Publicité, die Provinzzeitungen mit Anzeigen belieferte. Die Gesellschaft brachte ab 1858 eine wöchentlich am Sonntag erscheinende Zeitung auf den Markt, die bis 1890 herausgegeben wurde. L'Office de Publicité ist „eines der populärsten Organe der liberalen Partei“. Caroline Popp lieferte unter dem Pseudonym Charles vom 12. Oktober 1862 bis zum 28. Dezember 1890, ein Jahr vor ihrem Tod, jede Woche eine Kolumne aus Brügge, die Lettres brugeoises („Brügger Briefe“). Es wird ihr nachgesagt, dass sie das schaffte, ohne sich zu wiederholen, eine für eine Stadt mit damals weniger als 50.000 Einwohnern beachtliche Leistung.
Popp war außerdem Mitarbeiterin von Belgique illustrée, l'Illustration nationale, l'Illustration belge, l'Illustration européenne, Le Globe und l'Express européen. Sie schrieb eine Mittelaltergeschichte der Stadt, Récits et Légendes des Flandres (1867).
Popp propagierte die Entwicklung und den Tourismus an der Küste, in Blankenberghe oder De Haan. Sie förderte die Anfänge von Georges Rodenbach und Émile Verhaeren. Rodenbach wohnte im Sommer 1884 bei ihr. Sie wurde mit einer ihrer Töchter und ihrem Ehemann von Victor Hugo im Exil im August 1871 in sein Haus an der Brücke von Vianden eingeladen.
Popp war Ehrenmitglied des Komitees der Association de la presse, Trägerin des Verdienstkreuzes des belgischen Roten Kreuzes, Offizier des Ordre des Palmes Académiques und Ritter des Leopoldsorden.
Christian Popp starb 1879 und Caroline Popp zwölf Jahre später 1891.